# Canto do Rio Football Club
Maillots

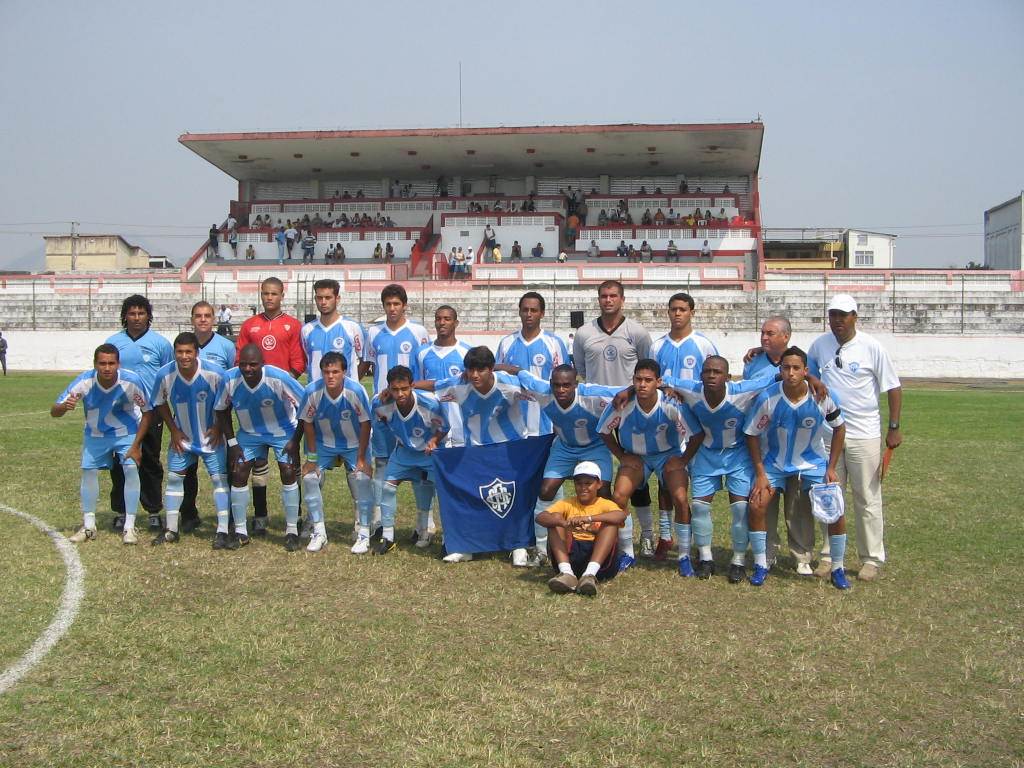
L'effectif du club en 2007.

Le Canto do Rio Football Club est un club brésilien de football basé à Niterói dans l'État de Rio de Janeiro.

## Palmarès
- Championnat Fluminense de football (pt)
  - Champion en 1933

- Tournoi initial de football
  - Vainqueur en 1953

## Anciens joueurs
- Canalli
- Danilo
- Ely
- Gérson
- Manoelzinho
- Perácio
- Vinícius Júnior